# Кладбище Ла-Чакарита
Кладбище Ла-Чакарита (исп. Cementerio de Chacarita) — национальное кладбище в Буэнос-Айресе, крупнейшее в Аргентине.

## История
Кладбище расположено в северной части Буэнос-Айреса. Его главный вход находится на Авениде Гусман.
Своим появлением в 1871 году кладбище обязано эпидемии жёлтой лихорадки, когда существующие кладбища не могли справиться с притоком умерших (престижное кладбище Реколета отказалось разрешить захоронение жертв эпидемии). Студенты колледжа Сан-Карлос захватили для этих целей 5 гектаров (12 акров) в соседней области, но в 1886 году городские власти закрыли кладбище. Новое кладбище Ла-Чакарита начало функционировать в 1887 году и получило официальный статус в 1896 году.
На кладбище есть специализированные места для захоронения членов аргентинского художественного сообщества, в том числе писателей, выдающихся композиторов и актеров. Президент Хуан Д. Перон был первоначально похоронен здесь, пока его останки не были перенесены в 2006 году в мавзолей в его бывшем доме в Сан-Висенте.